# Tiffin (Ohio)
Tiffin es una ciudad ubicada en el condado de Seneca en el estado estadounidense de Ohio. En el Censo de 2010 tenía una población de 17963 habitantes y una densidad poblacional de 1.005,15 personas por km².

## Geografía
Tiffin se encuentra ubicada en las coordenadas 41°7′00″N 83°10′51″O / 41.11667, -83.18083. Según la Oficina del Censo de los Estados Unidos, Tiffin tiene una superficie total de 17.87 km², de la cual 17.52 km² corresponden a tierra firme y (1.97%) 0.35 km² es agua.

## Demografía
Según el censo de 2010, había 17963 personas residiendo en Tiffin. La densidad de población era de 1.005,15 hab./km². De los 17963 habitantes, Tiffin estaba compuesto por el 93.92% blancos, el 2.6% eran afroamericanos, el 0.17% eran amerindios, el 0.97% eran asiáticos, el 0.04% eran isleños del Pacífico, el 0.73% eran de otras razas y el 1.56% pertenecían a dos o más razas. Del total de la población el 3.07% eran hispanos o latinos de cualquier raza.